# Festival de Cine Español de Tánger
El Festival de Cine Español de Tánger es un festival de cine que surge en 2007 como una extensión del Festival de Málaga, siendo una iniciativa del Ayuntamiento de Málaga y del Ministerio de Asuntos Exteriores de España. 
Se integra dentro del Proyecto EDO (Entre Dos Orillas), dedicado a la cooperación artística e intelectual entre España y Marruecos. El I Festival se celebra en Tánger del 2 al 10 de septiembre de 2007, proyectándose documentales y películas españolas, marroquíes e iberoamericanas.
- Datos: Q5861159